# Oberthur Technologies
Oberthur Technologies är ett franskt företag inom området Smartkort med 6 000 anställda. Företaget har sina rötter i ett tryckeriföretag med detta namn grundat 1842, där detta företag bröts ur 1984.
Företaget köpte under 2007 upp det svenska företaget XPonCard. 